# Anders Lindegaard
Anders Rosenkrantz Lindegaard, född den 13 april 1984 i Dyrup, är en dansk före detta fotbollsspelare. Han spelade under sin karriär i bland annat danska Odense BK, norska Aalesunds FK, engelska Manchester United och svenska Helsingborgs IF.

## Karriär
Den 21 september 2017 värvades Lindegaard av Burnley på ett kontrakt över säsongen 2017/2018. I april 2018 förlängde han sitt kontrakt med ett år. Han lämnade Burnley i juni 2019 när hans kontrakt gick ut.
Den 18 juli 2019 värvades Lindegaard av Helsingborgs IF som befann sig i en svår målvaktssituation med både Pär Hansson (som senare slutade) och Kalle Joelsson som var skadade. Lindegaard spelade säsongens femton kvarvarande matcher. Efter säsongen 2022 avslutade han sin fotbollskarriär.